# Perron de Stavelot
Le perron de Stavelot est un monument érigé sur la fontaine de la place Saint-Remacle, au centre de la ville de Stavelot, dans la province de Liège en Belgique. La fontaine et le perron sont classés depuis 1935.

## Historique
Le perron actuel, symbole des libertés communales, fut érigé à Stavelot  sous l'administration de Jacques de Hubin, l'avant-dernier prince abbé de Stavelot de 1766 à 1786. Il a été érigé en 1769  comme l'indique le chronogramme : prInClpe JaCobo Irrorant nos fLVMlna paCls. stat fons et CLarls haeC LoCa spargIt aqVls signifiant : Sous le [règne du] Prince Jacques, des flots de paix nous arrosent. Une fontaine est érigée et arrose ces lieux de ses eaux claires. La fontaine est l’œuvre du sculpteur français Dominique Truc, établi à Bomal depuis 1769. 

## Description

### La fontaine
Le perron repose sur une fontaine à base octogonale en pierres de taille appareillées. Du centre de cette fontaine, un bloc en pierre de taille à quatre faces émerge de l'eau. Il est surmonté par un bloc carré plus large avec, à chaque angle, une tête de cracheur d'eau surmontée d'une coquille Saint-Jacques ou végétale. Sur une des faces, un cartouche reprend l'inscription en latin reprise en Historique alors que, au-dessus de ce cartouche, un autre cite plus succinctement la devise du prince-Abbé Jacques de Hubin : Flumen Pacis (un fleuve de paix). Le volume se réduit pour supporter la base du perron.

### Le perron
Symboles de la ville, quatre loups couchés, les pattes en avant, supportent la base du perron constituée par trois marches sur quatre faces. Au-dessus de ces marches, une colonne en pierre bleue de section carrée possède des angles biseautés. Le sommet est constitué d'une pomme de pin mais n'est pas surmonté d'une croix contrairement aux perrons de la principauté de Liège.

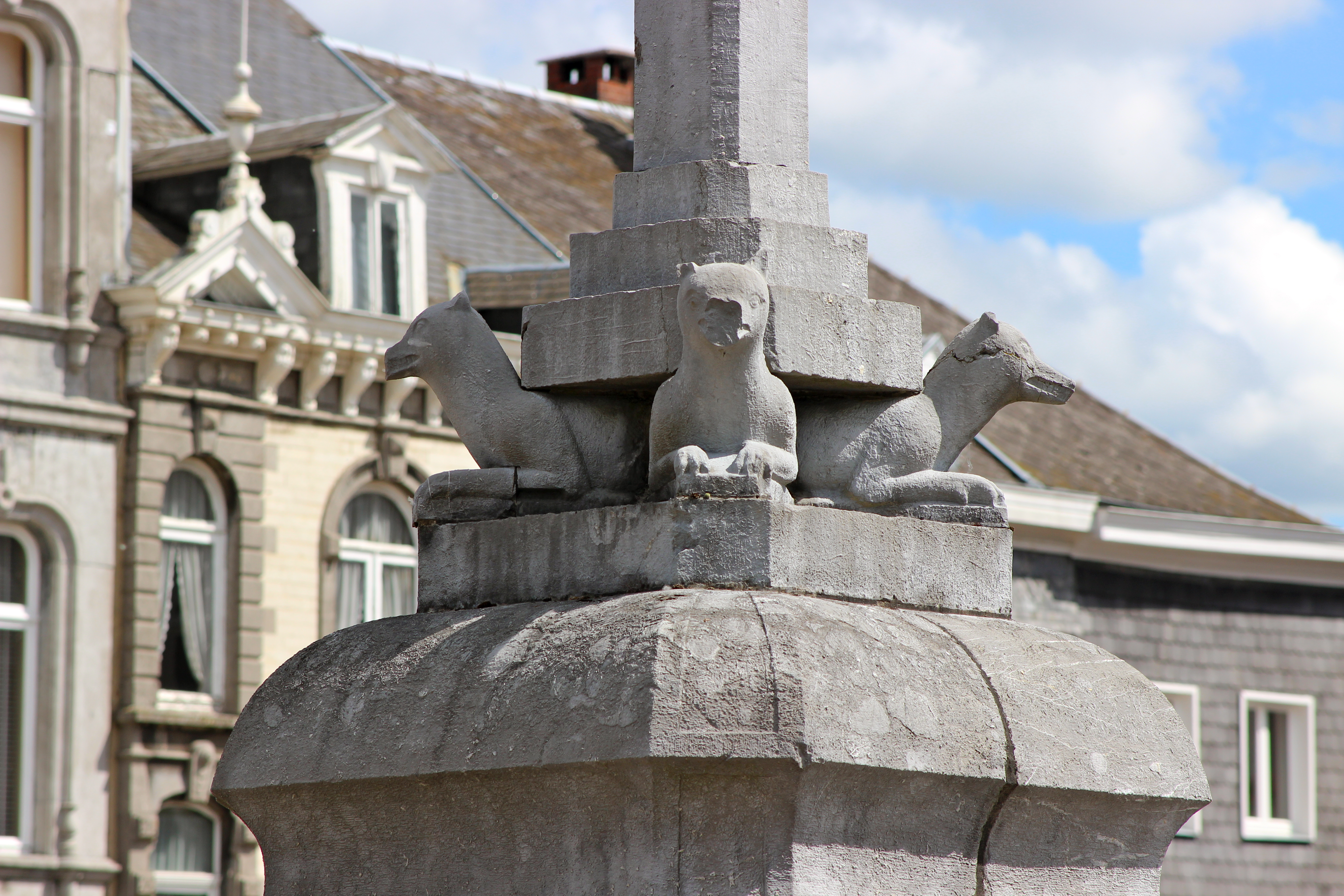
Base du Perron, place Saint Remacle